# Cardiophorus gibsoni
Cardiophorus gibsoni is een keversoort uit de familie kniptorren (Elateridae). De wetenschappelijke naam van de soort is voor het eerst geldig gepubliceerd in 1971 door Lanchester.